# Чемпионат России по женской борьбе 2011
Чемпионат России по женской борьбе 2011 года проходил с 20 по 22 мая в Улан-Удэ.

## Медалисты
| Весовая категория | Золото                              | Серебро                                 | Бронза                                                          |
| ----------------- | ----------------------------------- | --------------------------------------- | --------------------------------------------------------------- |
| До 48 кг          | Алина Морева Брянск                 | Ирина Архипова Москва                   | Наталья Таракановская Улан-Удэ Анастасия Табаева Якутия         |
| До 51 кг          | Марина Вильмова Бурятия             | Екатерина Краснова Москва               | Замира Рахманова Дагестан Стальвира Оршуш Бурятия               |
| До 55 кг          | Ирина Ологонова Улан-Удэ            | Эльза Тухбатуллина Чувашия              | Светлана Щербатенко Красноярск Ирина Кисель Кемерово            |
| До 59 кг          | Валерия Жолобова Московская область | Екатерина Мельникова Якутия             | Яна Пермякова Москва Анна Половнева Красноярск                  |
| До 63 кг          | Любовь Волосова Улан-Удэ            | Анастасия Братчикова Московская область | Наталья Смирнова Ставрополь Инна Тражукова Москва               |
| До 67 кг          | Наталья Куксина Кемерово            | Дарима Санжеева Бурятия                 | Анастасия Щавлинская Якутия Юлия Бартновская Красноярск         |
| До 72 кг          | Екатерина Букина Москва             | Елена Перепёлкина Санкт-Петербург       | Алёна Стародубцева Красноярск Наталья Воробьёва Санкт-Петербург |